# Північнокорейсько-японські відносини
Північнокорейсько-японські відносини — двосторонні відносини між КНДР та Японією не були офіційно встановлені. Проводились дипломатичні переговори на рівні урядів двох країн щодо обговорення проблемних питань: викрадених японських громадян та ядерної програми Північної Кореї. Відносини між двома країнами є напруженими та відзначені проявами ворожості.
У 2014 World Service BBC провів опитування: 91% японців ставилися до КНДР негативно, лише 1% відгукнувся позитивно, що є найбільш негативним сприйняттям Північної Кореї у світі.

## Історія
У перші роки після проголошення незалежності КНДР відносини між Пхеньяном і Токіо мали переважно ворожий характер.
У 1949-1950 північнокорейське керівництво рішуче засуджувало економічні та політичні переговори між Японією та адміністрацією Лі Син Мана. Пізніше, однак, Північна Корея прагнула використати у своїх інтересах конфлікт, який виник між Японією та Південною Кореєю.
У лютому 1955  у відповідь на ініціативу прем'єр-міністра Японії Ітіро Хатоями зі зближення з Радянським Союзом та іншими комуністичними країнами, міністр закордонних справ Північної Кореї Нам Іль зробив заяву про можливість економічного та культурного співробітництва з Японією.
У 1955-1964 північнокорейсько-японські економічні відносини отримали поступовий розвиток, частково тому, що Пхеньян прагнув запобігти зближенню Японії з Південною Кореєю. Тим самим Північна Корея також прагнула зменшити свою економічну залежність від Радянського Союзу.
Асоціація північнокорейських громадян в Японії (Чочхоннен) виникла в 1955, знаходиться під контролем спецслужб КНДР. У зв'язку з тим, що Японія відмовлялася надавати японське підданство корейцям, насильно вивезеним у метрополію під час Другої світової війни, асоціація Чочхоннен активно агітувала за те, щоб ті приймали північнокорейське громадянство. Добровільна репатріація корейських жителів з Японії до Північної Кореї йшла повільно, але після укладання договору за посередництвом Червоного Хреста, у 1959-1960 майже 50 000 з приблизно 600 000 корейців прибули до Північної Кореї на борту чартерних радянських кораблів.
У жовтні 1960 програму репатріації продовжено ще на рік для розміщення 60 000 корейців, що бажали репатріації.
У 1965 уряд Північної Кореї різко розкритикував підписання договору про основи відносин між Японією та Республікою Корея.
З приходом до влади в Японії Ейсаку Сато північнокорейсько-японські відносини погіршилися, але в 1971-1972 під впливом китайсько-японського зближення відбулося розширення економічної співпраці Японії та КНДР.
Какуей Танака проводив політику нейтралітету щодо Північної та Південної Кореїв, відмовився підтримати Сеул проти Пхеньяну під час розслідування справи Мун Се-Гвана. Проте Танака, як і раніше, утримувався від встановлення дипломатичних відносин із Північною Кореєю. Наступний прем'єр-міністр Японії Такео Мікі та його наступники повернули Японію до політики підтримки Республіки Кореї у її конфлікті з КНДР.
23 січня 2023 прем'єр-міністр Японії Фуміо Кісіда на пленарному засіданні нижньої палати парламенту заявив, що стурбований ракетними випробуваннями КНДР, що почастішали, проте, як і раніше, готовий особисто зустрітися з північнокорейським лідером Кім Чен Ином.